# 後布拉辰山

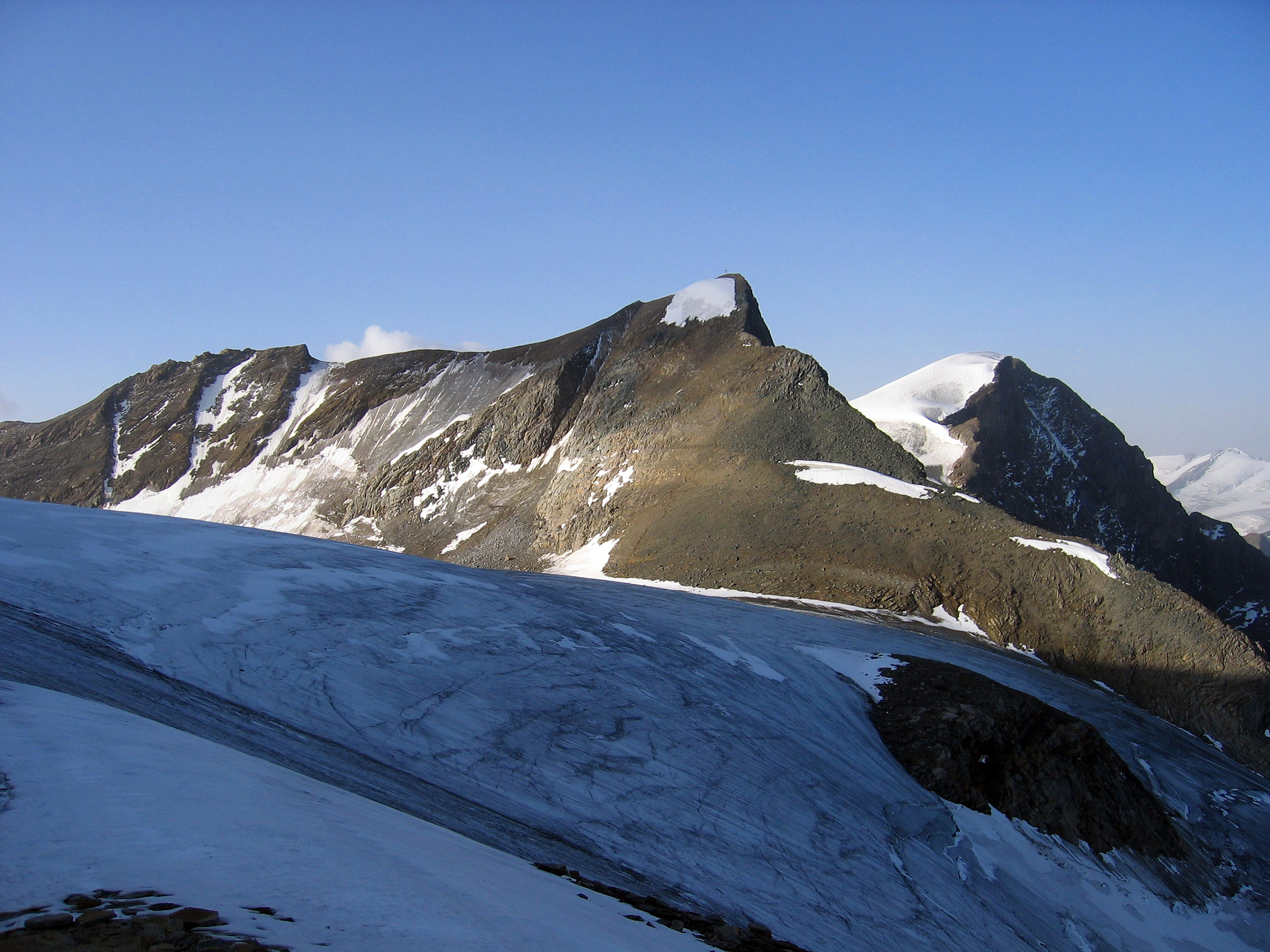

47°9′4″N 12°44′35″E / 47.15111°N 12.74306°E
後布拉辰山（德語：Hinterer Bratschenkopf），是奧地利的山峰，位於該國中部，由薩爾茨堡州負責管轄，屬於格洛克納山脈的一部分，海拔高度3,413米，每年平均降雨量2,073毫米，人類在1869年9月18日首次登頂。